# بات دوفي
بات دوفي (بالإنجليزية: Pat Duffy)‏ هو متزلج لوحي أمريكي، ولد في 17 يناير 1975 في كورت ماديرا في الولايات المتحدة.